# Метью Гуд
Метью Вільям Гуд (англ. Matthew William Goode; нар. 3 квітня 1978, Ексетер, Девоншир, Велика Британія) — англійський актор.

## Життєпис
Метью Гуд народився у сім'ї геолога та медсестри, він молодший із п'яти дітей, Саллі Мін (англійська журналістка і телеведуча) є його старшою зведеною сестрою. Його мати керувала театральним гуртком, в одній з її постановок шестирічний Метью вперше вийшов на сцену і зіграв роль мишки. У дитинстві часто брав участь у міських театральних постановках. У 17 років Гуд зіграв у трагедії «Ричард III» і зрозумів, що хоче присвятити життя акторської майстерності. Освіту здобув у Бірмінгемськом університеті, де вивчав драматургію, а потім вступив до престижного навчального закладу — в Академії драматичних мистецтва в Лондоні.

### Кар'єра
Дебют на телебаченні Метью Гуда відбувся у 2002 році в телевізійному фільмі «Попелюшка: версія старшої сестри». Перша роль у великому кіно в картині «На південь від Гранади» (2003). Помітною роботою Метью Гуда стала роль у фільмі «Перша дочка», де його партнером виступила Менді Мур.

## Сім'я
Метью Гуд живе зі своєю подругою Софією Д'юмок. Вона працювала в компанії з виробництва модного одягу в Нью-Йорку, але заради коханого переїхала в Лондон. У 2009 році Метью і Софія вперше стали батьками: 1 березня у них народилася дочка — Матільда Єва Гуд а у 2013 році на світ з'явилася друга дочка, Теді Елінор Роуз Гуд. Незважаючи на це, пара не оформила офіційно свої стосунки, за словами Метью, їм не потрібні формальності на кшталт штампа в паспорті, щоб бути впевненими у своїх почуттях. Але у 2014 році пара офіційно побралась. У серпні 2015 року у них народився син Ральф. Найкращий друг Метью Гуда — актор Лоуренс Фокс. Гуд був дружбою на весіллі Лоуренса та акторки і співачки Біллі Пайпер.

## Фільмографія
Фільми
| Рік  |    | Українська назва                                                     | Оригінальна назва                                 | Роль                 |
| ---- | -- | -------------------------------------------------------------------- | ------------------------------------------------- | -------------------- |
| 2003 | ф  | На південь від Гранади                                               | Al sur de Granada                                 | Джеральд Бренан      |
| 2004 | ф  | Перша дочка                                                          | Chasing Liberty                                   | Бен Келдер           |
| 2005 | ф  | Матч-пойнт                                                           | Match Point                                       | Том Г'юїт            |
| 2005 | ф  | Моя родина та інші звірі                                             | My Family and Other Animals                       | Ларрі Даррелл        |
| 2006 | ф  | Уяви нас разом                                                       | Imagine Me & You                                  | Гектор               |
| 2006 | ф  | Як Бетховен                                                          | Copying Beethoven                                 | Мартин Бауер         |
| 2007 | ф  | На сторожі                                                           | The Lookout                                       | Гері Спарго          |
| 2008 | ф  | Повернення у Брайдсгед                                               | Brideshead Revisited                              | Чарльз Райдер        |
| 2009 | ф  | Хранителі                                                            | Watchmen                                          | Адріан Вейдт         |
| 2009 | ф  | Самотній чоловік                                                     | A Single Man                                      | Джим                 |
| 2010 | ф  | Заміж у високосний рік                                               | Leap Year                                         | Деклан О'Каллаган    |
| 2010 | ф  | Цвинтарний союз                                                      | Cemetery Junction                                 | Майк Ремсі           |
| 2011 | ф  | Палаюча людина                                                       | Burning Man                                       | Том Кіттн            |
| 2013 | ф  | Белль                                                                | Belle                                             | сер Джон Ліндсі      |
| 2013 | ф  | Стокер                                                               | Stoker                                            | Чарлі Стокер         |
| 2014 | ф  | Гра в імітацію                                                       | The Imitation Game                                | Г'ю Александер       |
| 2015 | ф  | Небезпечне занурення                                                 | Pressure                                          | Мітчелл              |
| 2015 | ф  | Не тямлячи себе                                                      | Selfless                                          | Олбрайт              |
| 2016 | ф  | Шпигуни-союзники                                                     | Allied                                            | Гай Сенгстер         |
| 2017 | ф  |                                                                      | The Sense of an Ending                            | Джо Хант             |
| 2017 | ф  |                                                                      | The Hatton Garden Job                             | XXX                  |
| 2017 | мф | Великий злий лис та інші історії                                     | The Big Bad Fox and Other Tales...                | вовк                 |
| 2018 | ф  |                                                                      | Birthmarked                                       | Бен Морін            |
| 2018 | ф  | Таємний клуб Гернсі любителів книг і пирогів з картопляного лушпиння | The Guernsey Literary and Potato Peel Pie Society | Сідні Старк          |
| 2019 | ф  | Державні таємниці                                                    | Official Secrets                                  | Пітер Бомонт         |
| 2019 | ф  | Абатство Даунтон                                                     | Downton Abbey                                     | Генрі Телбот         |
| 2020 | ф  |                                                                      | Four Kids and It                                  | Девід                |
| 2020 | ф  |                                                                      | The Duke                                          | Джеремі Хатчінсон    |
| 2021 | ф  | Тиха ніч                                                             | Silent Night                                      | Саймон               |
| 2021 | ф  | Кольорова кімната                                                    | The Colour Room                                   | Колі Шортер          |
| 2021 | ф  | Kingsman: Велика гра                                                 | Kingsman: The Great Game                          | Трістан              |
| 2022 | ф  | Середньовіччя                                                        | Medieval                                          | Сигізмунд Люксембург |
| 2024 | ф  | Ебіґейл                                                              | Abigail                                           | Крістоф Лазаар       |

Серіали
| Рік       |   | Українська назва                 | Оригінальна назва                 | Роль                   |
| --------- | - | -------------------------------- | --------------------------------- | ---------------------- |
| 2002      | с | Попелюшка: версія старшої сестри | Confessions of an Ugly Stepsister | Каспар                 |
| 2004      | с | Він знав, що він був правий      | He Knew He Was Right              | Брук Берджесс          |
| 2005      | с | Міс Марпл Агати Крісті           | Agatha Christie's Marple          | Патрік Сіммонс         |
| 2012      | с | Спів птахів                      | Birdsong                          | капітан Грей           |
| 2012      | с | Отруйне дерево                   | The Poison Tree                   | Рекс                   |
| 2013      | с | Смерть приходить в Пемберлі      | Death Comes to Pemberley          | Джордж Вікгем          |
| 2013—2013 | с | Танці на краю                    | Dancing on the Edge               | Стенлі                 |
| 2014—2015 | с | Гарна дружина                    | The Good Wife                     | Фінн Полмар            |
| 2014—2015 | с | Абатство Даунтон                 | Downton Abbey                     | містер Генрі Талбот    |
| 2017      | с | Корона                           | The Crown                         | Ентоні Армстронг Джонс |
| 2018—2021 | с | Відкриття відьом                 | A Discovery of Witches            | Метью Клермонт         |
| 2022      | с | Пропозиція                       | The Offer                         | Роберт Еванс           |